# Triebschsee
Der Triebschsee ist ein See von derzeit ungefähr zwei Hektar Größe im Ortsteil Hartmannsdorf der Gemeinde Spreenhagen im Landkreis Oder-Spree in Brandenburg und Namensgeber für das gleichnamige Fauna-, Flora- und Habitat-Schutzgebiet, das zusätzlich auch das angrenzende Moor beinhaltet.

## Name
Bei seiner ersten schriftlichen Erwähnung 1722 wird das Gewässer See Tribisch genannt. Der Name geht auf das altsorbische *Trebež „Rodeland“ zurück.

## Lage und Größe des FFH-Gebiets
Dieses FFH-Gebiet hat eine Größe von 46,77 ha und liegt zwischen Spreenhagen Ortsteil Hartmannsdorf und Steinfurt. Das Gebiet wird im Norden von der ungefähr einen Kilometer entfernten Müggelspree und im Süden fast direkt vom Oder-Spree-Kanal eingegrenzt.

## Beschreibung
Dieses Schutzgebiet beinhaltet eines der wertvollsten Basen- und Kalk-Zwischenmoore in Brandenburg (Basen-Zwischenmoor, Kalk-Zwischenmoor). Laut dem Landesumweltamt (T. Heinicke, 2003) gehört es zu den zwölf besten Braunmoosmooren in Brandenburg und weist noch das Potenzial für eine weitgehende Renaturierung auf. Das Moor hat eine Mächtigkeit von maximal zwölf Meter und ist ein schwach geneigtes Durchströmungsmoor, welches auf einem Verlandungs- und Versumpfungsmoor aufgewachsen ist.
In den vergangenen Jahrzehnten ist der Triebschsee von einst 13 ha auf derzeit 2 ha geschrumpft. Der Grund dafür ist die Kulturlandgewinnung in der Müggelspree-Niederung und die Entwässerungsmaßnahmen im Naturschutzgebiet. Hinzu kommt, dass die notwendige Durchströmung in den vergangenen Jahrzehnten erheblich beeinträchtigt wurde. Das führte nicht nur zur Verkleinerung des Sees, sondern auch zur Verringerung des Wasserstandes des Moores. Infolge des geringeren Wasserstandes entsteht seit 50–70 Jahren ein Erlenwald. Im Gebiet befinden sich zahlreiche hochgradig gefährdeten Moos- und Gefäßpflanzenarten sowie schützenswerte Kleinschnecken.